# Гумові чоботи

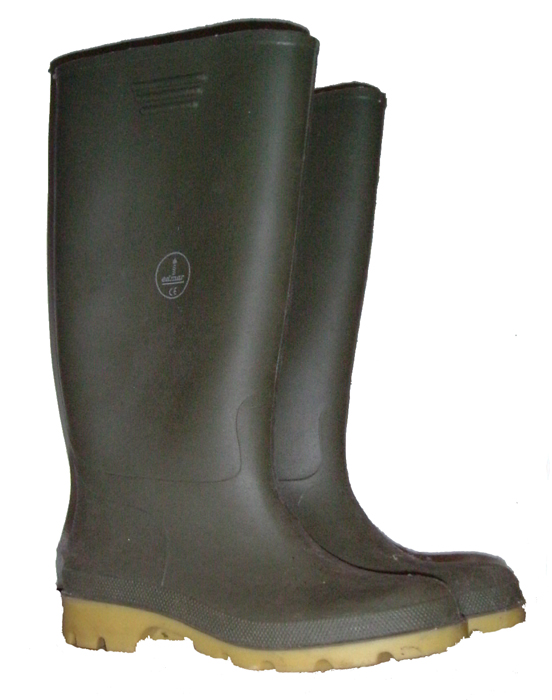
Гумові чоботи

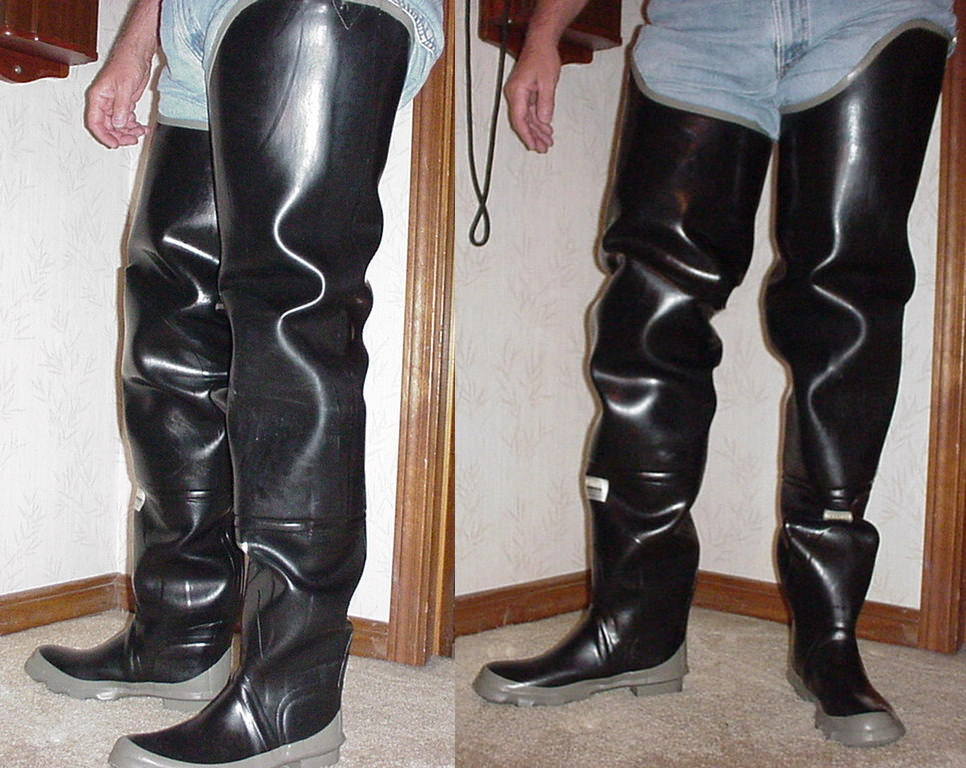
Болотні чоботи

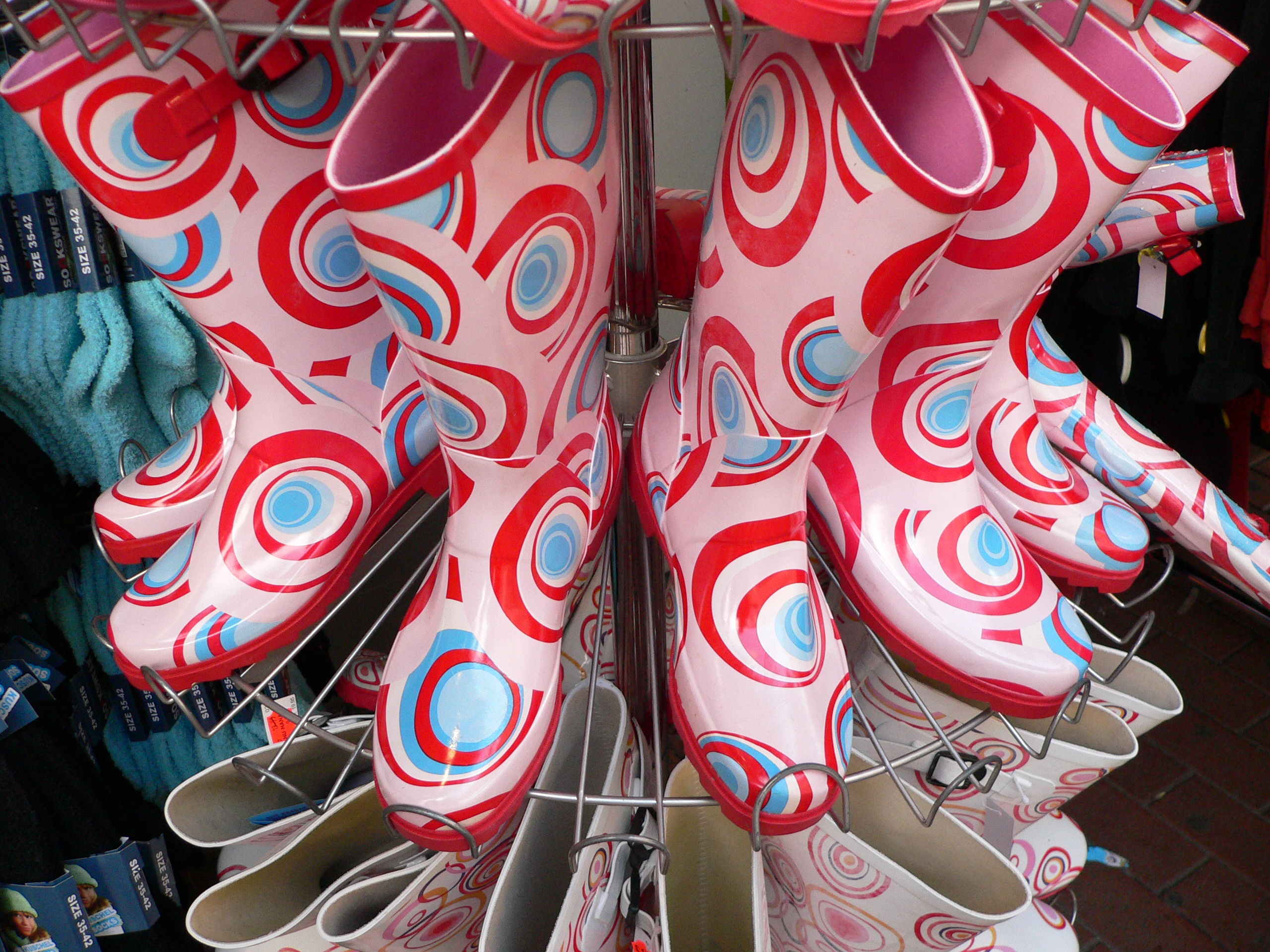
Кольорові гумові чоботи-Веллінгтон (Wellingtons), популярні в Канаді

Гумові чоботи — вид взуття, спочатку створений для захисту ніг від води, вологи та інших факторів зовнішнього середовища. Найчастіше гумовими називають чоботи з ПВХ, що не цілком коректно.

## Історія
Прообразом перших гумових чобіт були чоботи індіанців Південної Америки. Вони заходили по коліно в сік каучукових рослин і латекс застигав у них на ногах.
Американський винахідник Чарлз Гуд'їр в 1839 році зумів надати каучуку стабільну консистенцію. Своїм винаходом Гуд'їр поділився з Томасом Хенкоком і Чарльзом Макінтошем. Останні в 1843 році зуміли запатентувати винахід і вже в 1851 році з'явилися перші гумові чоботи.
В СРСР гумові чоботи вперше з'явилися в 1920-х роках. Піка своєї популярності вони досягли до 1970-х.
В даний час гумові чобітки знову стають елементом стилю. З одягу відверто робочого типу представники світових брендів зробили чоботи яскравим і модним взуттям, зберігши їх практичність в дощову і похмуру погоду.
Різновидом гумових є болотні чоботи — з дуже високими (до стегон) халявами.

## Матеріали виготовлення
Велику популярність отримали чоботи, виготовлені з ПВХ. Їх відрізняє можливість створення будь-яких візерунків і малюнків на поверхні, використання яскравих кольорів, а також легкість, міцність і, отже, довговічність. Іншою альтернативою гумі в виробництві подібного взуття є силікон.

## Цікаві факти
- У Великій Британії і колишніх колоніальних країнах гумові чоботи називають черевики Веллінгтона або чоботи-Веллінгтон (Wellington boot) в честь першого герцога Веллінгтонського Артура Велеслі, який доручив шевця провести модифікацію армійських ботфортів зразка XVIII століття. Новий зразок взуття вироблявся зі шкіри, і лише в кінці XIX століття, після покупки Хірамом Хатчинсоном у Чарльза Гуд'їра патенту на використання вулканізації, було налагоджено виробництво водонепроникних чобіт.
- Фінська компанія Nokia до початку виробництва стільникових телефонів була відомим виробником гумових чобіт[3].
- В Іспанії гумові чоботи називають Katiuskas (Катюшки).